# Naasson
Segons la Bíblia, Naasson o Nahxon (en hebreu נחשון בן-עמינדב Nachshon ben Aminadav) va ser considerat el primer cap de la tribu de Judà.
Nat a Egipte en el si de la tribu de Judà, era fill d'Amminadab i esdevingué cunyat del Summe Sacerdot Aaron quan la seva germana Elixeba s'hi va casar.
Durant la sortida dels israelites d'Egipte, la tradició del judaisme el fa el primer a saltar a l'aigua en el pas del Mar Roig. Per aquest motiu, quan els prínceps d'Israel van oferir una ofrena a Jahvè per donar-li gràcies, Moisès va decidir per aclamació popular que Naasson fos el primer.
Va morir durant l'Èxode i va designar hereu el seu fill Salmon.